# Liste der Kulturgüter in Bever
Die Liste der Kulturgüter in Bever enthält alle Objekte in der Gemeinde Bever im Kanton Graubünden, die gemäss der Haager Konvention zum Schutz von Kulturgut bei bewaffneten Konflikten, dem Bundesgesetz vom 20. Juni 2014 über den Schutz der Kulturgüter bei bewaffneten Konflikten sowie der Verordnung vom 29. Oktober 2014 über den Schutz der Kulturgüter bei bewaffneten Konflikten unter Schutz stehen.
Objekte der Kategorie A sind im Gemeindegebiet nicht ausgewiesen, Objekte der Kategorie B sind vollständig in der Liste enthalten, Objekte der Kategorie C fehlen zurzeit (Stand: 13. Oktober 2021).

## Kulturgüter
| Foto |                                                                   | Objekt                                                | Kat. | Typ | Standort                                 | Beschreibung |
| ---- | ----------------------------------------------------------------- | ----------------------------------------------------- | ---- | --- | ---------------------------------------- | ------------ |
| ja   | Datei hochladen · Wikidata zu Reformierte Kirche Bever (Q2136836) | Reformierte Kirche / Baselgia refurmeda KGS-Nr.: 2872 | B    | G   | Chà d'Mez 787909 / 158602                |              |
| BW   | Datei hochladen · Wikidata zu Haus Salis (Q29784543)              | Haus Salis / Chesa Salis KGS-Nr.: 10033               | B    | G   | Fuschigna 1 / Cha Suot 9 788069 / 158760 |              |
| BW   | Datei hochladen · Wikidata zu Haus Guidon (Q29784540)             | Haus Guidon / Chesa Guidon KGS-Nr.: 10724             | B    | G   | Chà d’Mez 5 787931 / 158656              |              |
| ja   | Datei hochladen · Wikidata zu Hotel Chesa Salis (Q29784545)       | Hotel Haus Salis / Hotel Chesa Salis KGS-Nr.: 12433   | B    | G   | Fuschigna 2 788100 / 158770              |              |
| BW   | Datei hochladen · Wikidata zu Haus Orlandi (Q29784541)            | Haus Orlandi / Chesa Orlandi KGS-Nr.: 12434           | B    | G   | Via da Plaz 1 787929 / 158745            |              |